# Daïra de Seddouk
La daïra de Seddouk est une circonscription administrative algérienne située dans la wilaya de Béjaïa et la région de Petite Kabylie. Son chef-lieu est la commune éponyme de Seddouk.
La daïra regroupe les quatre communes d'Amalou, M'cisna, Bouhamza et Seddouk.

## Géographie

### Localisation
| Chemini     | Sidi-Aïch        | Timezrit, Amizour                      |
| Ouzellaguen | daïra de Seddouk | Beni Maouche                           |
| Ighil Ali   | Akbou            | Djafraa (wilaya de Bordj Bou Arreridj) |